# Терналі
Терналі (груз. თერნალი) — село в Грузії.
За даними перепису населення 2014 року в селі проживає 774 особи.